# 阿加
阿加（约公元前2650年前后在位）基什国王。他竭力将他的意愿强加于邻邦乌鲁克，却被乌鲁克的统治者，传奇人物吉尔伽美什打败，而且还被活捉，根据早期史诗叙述的情况，吉尔伽美什对他表现出怜悯之情，并在战斗后将他释放。